# بخش ویندلن
بخش ویندلن (به سوئدی: Vindelns kommun) یک ناحیه شهری در سوئد است که در شهرستان وستربوتن واقع شده‌است.